# Tripsina
La tripsina es una enzima peptidasa que rompe los enlaces peptídicos de las proteínas mediante hidrólisis para formar péptidos de menor tamaño y aminoácidos.
Se produce en el páncreas y se secreta en el duodeno (parte del intestino), donde es esencial para la digestión. El pH óptimo es 7,7 y la temperatura óptima es 37 °C. Es una enzima específica, ya que corta al péptido en las posiciones del carboxilo de residuos arginina (Arg) o lisina (Lys) en la cadena, ambos aminoácidos con grupos R cargados positivamente, fragmentando al péptido inicial.
La tripsina es producida por el páncreas en forma de tripsinógeno (enzima inactiva), y luego se activa en el duodeno gracias a la enteropeptidasa, que la convierte en tripsina (enzima activa) mediante un corte proteolítico.[cita requerida]
La tripsina fue descubierta en 1876 por el fisiólogo alemán Wilhelm Kühne mientras estudiaba el mecanismo de la digestión.

## Química y función
La tripsina se secreta en el páncreas, actúa en el duodeno hidrolizando péptidos en sus componentes estructurales básicos, conocidos como aminoácidos. Estos péptidos a su vez son el resultado de la actividad de la enzima pepsina, que degrada proteínas en el estómago. Esto es necesario para el proceso de absorción de las proteínas presentes en los alimentos, ya que, a pesar de que los péptidos son mucho más pequeños que las proteínas, son demasiado grandes para ser absorbidos por la membrana del intestino. La tripsina realiza la hidrólisis de los enlaces peptídicos. El mecanismo enzimático es igual al de las otras proteasas de serina: una tríada catalítica hace que la serina del sitio activo se vuelva nucleofílica. Esto se logra modificando el ambiente electrostático de la serina. La reacción enzimática catalizada por las tripsinas es termodinámicamente favorable, pero tiene una alta energía de activación (es cinéticamente desfavorable). Las tripsinas tienen un pH óptimo de operación de 8 y una temperatura óptima de operación de 37 °C.[cita requerida]...
El residuo de aspartato (Asp 189) localizado en la región catalítica (S1) de las tripsinas atrae y estabiliza lisinas y argininas (ambas cargadas positivamente), y por ello es responsable de la especificidad de la enzima. Esto significa que las tripsinas cortan principalmente proteínas que se hallan en el extremo carboxílico (extremo C-terminal) de sus residuos de lisinas y argininas, excepto cuando el residuo siguiente es una prolina. Las tripsinas son endopeptidasas, Lo que significa que el corte se lleva a cabo en medio de la cadena peptídica y no en sus residuos terminales.[cita requerida]
Las tripsinas activadas a su vez activan más tripsinógeno (autocatálisis) y al resto en enzimas, de manera que sólo se necesita una pequeña cantidad de enteropeptidasa para iniciar la reacción. Este mecanismo de activación es muy común entre las serin proteasas, y sirve para prevenir la autodigestión en el páncreas.[cita requerida]
La actividad de las tripsinas no se ve afectada por el inhibidor fenilalanilclorometilcetona (TPCK), que desactiva la quimotripsina. Esto es importante porque, en algunas aplicaciones, como en la espectrometría de masas, la especificidad del corte es importante.[cita requerida]